# Doux moments du passé
Pour plus de détails, voir Fiche technique et Distribution.
Doux moments du passé (titre original : Dulces horas) est un film espagnol réalisé par Carlos Saura, sorti en 1982.

## Synopsis
Juan est un auteur de théâtre tourmenté par son passé : son vieux père perd la mémoire, sa jeune mère s'est suicidée. Il a écrit une pièce sur ses jeunes années. Il assiste aux répétitions, à la recherche de quelque chose…

## Fiche technique
- Titre original : Dulces horas
- Titre français : Doux moments du passé
- Réalisation : Carlos Saura
- Scénario : Carlos Saura
- Direction artistique : Emilio Sanz de Soto
- Décors : Antonio Belizón
- Costumes : Maiki Marín
- Photographie : Teo Escamilla
- Son : Bernardo Menz
- Montage : Pablo G. del Amo
- Coproduction : Elías Querejeta, Jacques Roitfeld
- Sociétés de production :  Elías Querejeta Producciones Cinematográficas,  Les Productions Jacques Roitfeld
- Pays d’origine :  Espagne,  France
- Langue originale : espagnol
- Format : couleur — 35 mm — son Mono
- Genre : drame
- Durée : 106 minutes
- Dates de sortie : 
  -  Espagne : 15 février 1982
  -  France : 21 avril 1982
  -  Belgique : 15 septembre 1983

## Distribution
- Assumpta Serna : la mère
- Iñaki Aierra : Juan
- Álvaro de Luna : Oncle Pepe
- Jacques Lalande : Oncle Antoñito
- Alicia Hermida : Tante Pilar
- Luisa Rodrigo : la grand-mère
- Alicia Sánchez : la bonne
- Pedro Sempson : le père
- Isabel Mestres : Marta
- Julien Thomas : Pablo
- Marion Game : Amparo
- Ofelia Angélica : Sofi
- Clara Merin : Lucía
- Pablo Hernández Smith : Juanico
- Magdalena García : Martita

## Bande originale
- "Sonata in D Minor Opus 423", composée par Domenico Scarlatti
- "La Valse", composée par Maurice Ravel
- "Symphonie fantastique, composée par Hector Berlioz
- "Sevillanas", interprétée par Emilio de Diego
- "Recordar", écrit par Charles Borel-Clerc et José Salado, interprété par Imperio Argentina
- "Mírame", interprété par Celia Gámez